# Aage Collin
Aage Henrik Collin (født 30. oktober 1878 i Nakskov, død 5. juli 1966) var en dansk malermester og atlet, løber og skøjteløber. Han løb for Østerbro-klubben Københavns FF og vandt et dansk mesterskab; 1 mile 1898 med tiden 4:57.6.
Aage Collin boede 1908-1911 på Bornholm.
Aage Collin var søn af fotografen Alfred Theodor Collin og oldebarn til Jonas Collin. Aage Collin var lillebror til fotografen Otto Collin og storebror til malerinden Hedvig Collin og Else Collin som var gift med den franske skuespiller Louis Jouvet. Aage Collin var far til arkitekten Sven Collin (1920-1975).

## Personlige rekorder skøjteløb
- 500 meter: 74,2 København P 17. januar 1924
- 5000 meter: 11:53,0 København P 4. februar 1917